# جبل جوبار
جبل جوبار (بالفارسية: کوه جوپار) هو أحد الجبال في جنوب مدينة جوبار وعلى بعد 43 كم جنوب شرق مدينة كرمان. لا يذوب ثلج هذا الجبل حتى في الصيف.  يتم الحصول على العديد من النباتات الطبية من جبل جوبار، مثل العلالة. زعتر؛ غلي البردقوش والأهم الكمون الأسود يبلغ ارتفاع هذا الجبل أكثر من 4135 متراً.
الحيوانات الموجودة في هذا الجبل هي: الذئب، الثعلب، ابن آوى، الضبع، الغزلان، الماعز الجبلي، الكبش، النسر، الحجل، تيهو.